# Комитеты торговли и мануфактур

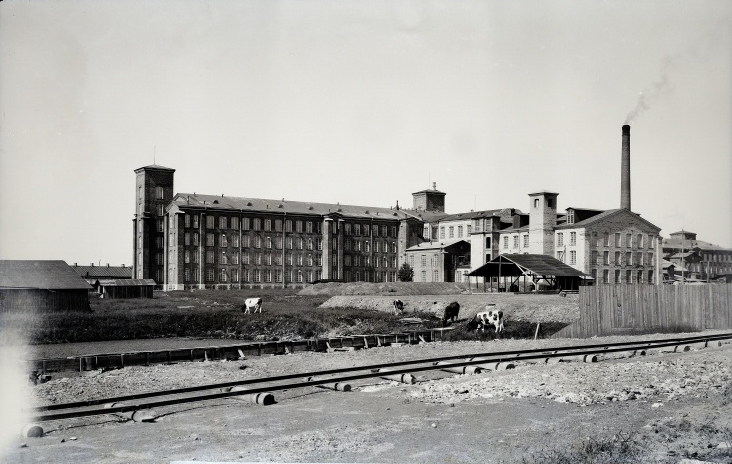
Балтийская мануфактура, 1910

Комитеты торговли и мануфактур — организации в Российской империи, которые учреждались по желанию городских или купеческих обществ и с разрешения министра финансов.
Комитеты торговли и мануфактур создавались для обсуждения, по предложениям министерства финансов Российской империи и губернского начальства, вопросов торговли и промышленности, а также для обсуждения относящихся до местной торговли и промышленности вопросов, которые поднимались самим Комитетом. 
Комитеты торговли и мануфактур ежегодно представляли в министерство финансов обзор положения и хода торговли и промышленности данной местности; некоторые Комитеты (например, в Одессе) напечатанные обзоры или «отчеты» выпускало в продажу. 

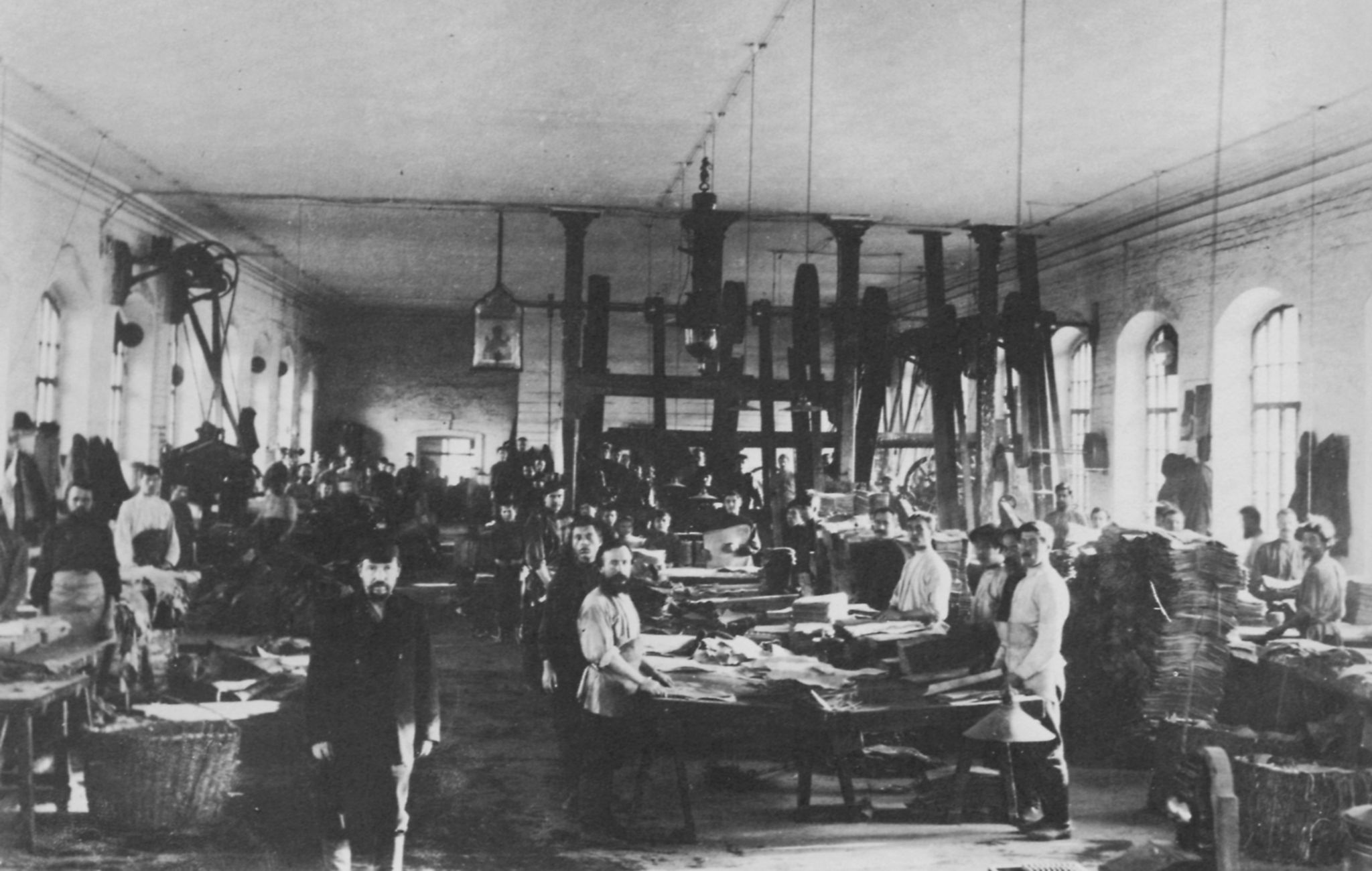
Одна из мануфактур России

Члены Комитетов торговли и мануфактур, в числе 6—12, избирались на 4 года или городской думой, или же собранием купеческого общества. Особые местные совещательные органы для споспешествования промышленности появились в России в 1828 году, одновременно с учреждением Мануфактурного совета и назывались мануфактурными комитетами. Они учреждались в губернских городах тех губерний, где было много фабрик, и состояли, под председательством губернатора, из членов, назначавшихся министром финансов из содержателей фабрик, принадлежавших к дворянству и купечеству. Комитетам этим, в числе прочего, предоставлено было исследование споров по предметам привилегий. 
В Одессе, Риге, Архангельске, Таганроге и Ростове-на-Дону были созданы отделения коммерческого совета. В 1872 году, с изданием нового положения о совещательных учреждениях по части торговли и мануфактурной промышленности, все эти установления были упразднены, но открытые в 1871 году в Варшаве и Люблине Мануфактурные комитеты были оставлены на прежнем основании. Затем были открыты Комитеты торговли и мануфактур — в 1873 году в Архангельске, в 1875 году в Тихвине, Твери, Одессе и Ростове на Дону, в 1879 году в Иваново-Вознесенске и в 1893 году в городе Белостоке.
В 1918 году, вскоре после Октябрьского переворота, Комитеты торговли и мануфактур были упразднены большевиками.